# Contre-la-montre masculin de cyclisme sur route aux Jeux olympiques d'été de 2004
Navigation
Sydney 2000 Pékin 2008
Le contre-la-montre masculin de cyclisme sur route, épreuve de cyclisme des Jeux olympiques d'été de 2004, a lieu le 13 août 2004 à Athènes. La course est remportée par l'Américain Tyler Hamilton. Le 20 mai 2011, alors qu'il dénonce les pratiques illicites de Lance Armstrong, il avoue aussi s'être dopé durant sa carrière, notamment aux Jeux olympiques de 2004 à Athènes. Le soir même, il rend sa médaille olympique. Dans un premier temps, le CIO n'a pas modifié le classement officiel qui reste celui enregistré le jour de l'épreuve. Par la suite, Hamilton est déclassé et Ekimov récupère la médaille d'or.

## Classement
| Rang               | Coureur                   | Pays             | Temps              |
| ------------------ | ------------------------- | ---------------- | ------------------ |
| Médaille d'or      | Viatcheslav Ekimov        | Russie           | 57 min 50 s 58     |
| Médaille d'argent  | Bobby Julich              | États-Unis       | 57 min 58 s 19     |
| Médaille de bronze | Michael Rogers            | Australie        | 58 min 01 s 67     |
| 4                  | Michael Rich              | Allemagne        | 58 min 09 s 46     |
| 5                  | Alexandre Vinokourov      | Kazakhstan       | 58 min 58 s 14     |
| 6                  | Jan Ullrich               | Allemagne        | 59 min 02 s 04     |
| 7                  | Santiago Botero           | Colombie         | 59 min 04 s 76     |
| 8                  | Igor González de Galdeano | Espagne          | 59 min 27 s 25     |
| 9                  | Fabian Cancellara         | Suisse           | 59 min 42 s 38     |
| 10                 | Yuriy Krivtsov            | Ukraine          | 59 min 49 s 40     |
| 11                 | Christophe Moreau         | France           | 59 min 50 s 28     |
| 12                 | Marc Wauters              | Belgique         | 59 min 59 s 63     |
| 13                 | Michal Hrazdira           | Tchéquie         | 1 h 00 min 07 s 23 |
| 14                 | Víctor Hugo Peña          | Colombie         | 1 h 00 min 09 s 89 |
| 15                 | José Iván Gutiérrez       | Espagne          | 1 h 00 min 22 s 80 |
| 16                 | René Andrle               | Tchéquie         | 1 h 00 min 27 s 29 |
| 17                 | Peter Van Petegem         | Belgique         | 1 h 00 min 31 s 49 |
| 18                 | Frank Høj                 | Danemark         | 1 h 00 min 35 s 73 |
| 19                 | Thomas Dekker             | Pays-Bas         | 1 h 00 min 37 s 49 |
| 20                 | László Bodrogi            | Hongrie          | 1 h 00 min 38 s 05 |
| 21                 | Serhiy Honchar            | Ukraine          | 1 h 00 min 44 s 31 |
| 22                 | Eugen Wacker              | Kirghizistan     | 1 h 01 min 00 s 47 |
| 23                 | Sérgio Paulinho           | Portugal         | 1 h 01 min 21 s 10 |
| 24                 | Benoît Joachim            | Luxembourg       | 1 h 01 min 25 s 63 |
| 25                 | Rubens Bertogliati        | Suisse           | 1 h 02 min 16 s 56 |
| 26                 | Kurt Asle Arvesen         | Norvège          | 1 h 02 min 21 s 28 |
| 27                 | Evgueni Petrov            | Russie           | 1 h 02 min 50 s 32 |
| 28                 | Stuart Dangerfield        | Royaume-Uni      | 1 h 03 min 00 s 72 |
| 29                 | Dawid Krupa               | Pologne          | 1 h 03 min 07 s 05 |
| 30                 | Thor Hushovd              | Norvège          | 1 h 03 min 10 s 36 |
| 31                 | Heath Blackgrove          | Nouvelle-Zélande | 1 h 03 min 20 s 11 |
| 32                 | Thomas Lövkvist           | Suède            | 1 h 03 min 43 s 70 |
| 33                 | Gorazd Štangelj           | Slovénie         | 1 h 03 min 45 s 84 |
| 34                 | Matej Jurčo               | Slovaquie        | 1 h 04 min 22 s 58 |
| 35                 | Sławomir Kohut            | Pologne          | 1 h 06 min 19 s 29 |
| —                  | Andrey Kashechkin         | Kazakhstan       | abandon            |
| —                  | Robert Hunter             | Afrique du Sud   | non partant        |
| —                  | Filippo Pozzato           | Italie           | non partant        |